# Lista över universitet i Norge

## Norska universitet
- Norges teknisk-naturvitenskapelige universitet, Trondheim, etablerat 1996
- Oslomet Storbyuniversitetet, Oslo, etablerat 2018
- Universitetet for miljø- og biovitenskap, Ås, etablerat 2005
- Universitetet i Bergen, etablerat 1948
- Universitetet i Nordland, etablerat 2011
- Universitetet i Oslo, etablerat 1811
- Universitetet i Stavanger, etablerat 2005
- Universitetet i Tromsø, etablerat 1972
- Universitetet i Agder, etablerat 2007